# Lucanus elaphus
Lucanus elaphus (лат.) — северо-американский крупный жук рода Lucanus из семейства рогачей, называемый также «гигантский жук-олень» (англ. Giant Stag Beetle). Это самый крупный вид из жуков-оленей, обитающих в Северной Америке.

## Этимология названия
Жук-олень, или Lucanus cervus, обитающий в Европе, имеет видовое латинское название «cervus», означающее олень. Вид Lucanus elaphus имеет видовой эпитет, «elaphus», также обозначающий олень, но происходит из греческого языка (Cervus elaphus — благородный олень).

## Описание
Крупные жуки, сильно выражен половой диморфизм. Самцы размером 30—40 мм без жвал, 45—60 мм — включая жвалы. Самки — 30—35 мм, жвалы небольшие. В отличие от Lucanus capreolus имеют тёмные конечности и гладкую переднеспинку.

## Ареал
Lucanus elaphus распространён в восточных и центральных штатах США (Виргиния, Оклахома, Иллинойс, Северная и Южная Каролины), причём чаще встречается к юго-востоку. Найден также в соседних штатах, включая Алабаму, Арканзас, Делавэр и другие.

## Местообитание
Лиственные леса.

## Жизненный цикл
Самки откладывают яйца на влажную поверхность мёртвых деревьев. Личинки питаются разлагающейся древесиной упавших стволов либо пней. Развитие личинки занимает от одного до нескольких лет. Взрослые жуки вылетают весной и ранним летом. Прилетают в темное время суток на источники искусственного света.

## Галерея

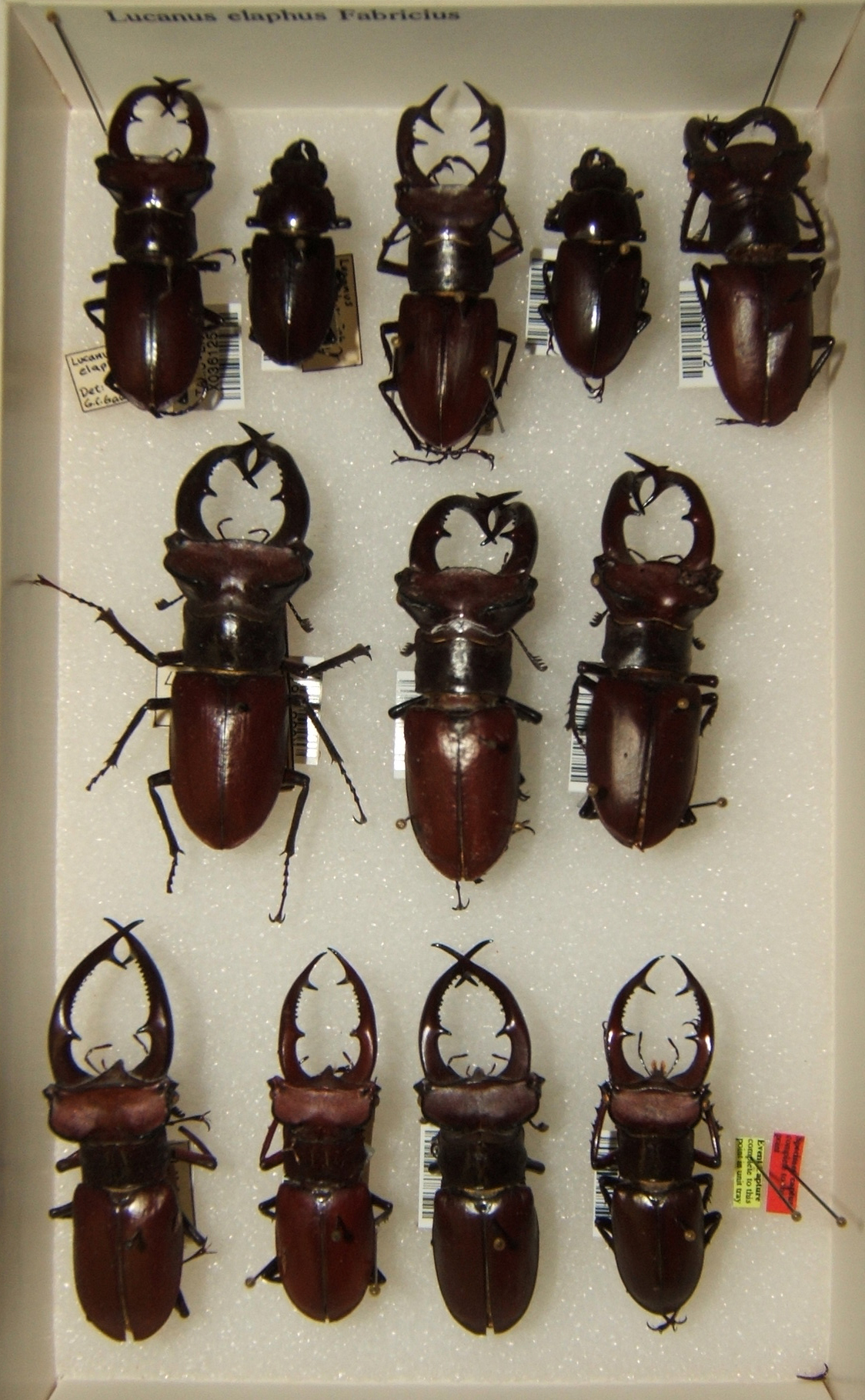
Полиморфизм Lucanus elaphus.